# Adelange
Adelange é uma comuna francesa na região administrativa de Grande Leste, no departamento de Mosela. Estende-se por uma área de 5,81 km². Em 2010 a comuna tinha 213 habitantes (densidade: 36,7 hab./km²).